# Zelaya (Buenos Aires)
Zelaya je sídlo v Argentině. Nachází se v okrese Partido del Pilar v provincii Buenos Aires, na západním okraji metropolitní oblasti a aglomerace Gran Buenos Aires, západně od vlastního Buenos Aires. V roce 2010 zde žilo 3278 obyvatel.
V roce 1630 se poblíž Zelayi, na území sousední Villy Rosy, odehrál údajný zázrak. Vůz přepravoval do Santiaga del Estero obraz Panny Marie. Po zastávce v Zelayi se volové, kteří vůz táhli, odmítli pohnout z místa. Pokračovat dál chtěli až po vyložení obrazu, což si lidé vyložili jako zázrak. Na místě vznikla malá kaple, obraz Panny Marie byl v roce 1671 přemístěn do nedalekého Lujánu, který se následně stal jedním z nejvýznamnějších poutních míst Argentiny, neboť Panna Marie Lujánská začala být uctívána jako patronka země. Na rozhraní Zelayi a Villy Rosy se nachází prostá kaple, vedle ní nový kostel a nedaleko také malé oratorium. Samotná ves začala vznikat až v 19. století, kdy v oblasti byly roztroušené zemědělské statky. Rozmach výstavby pak nastal po otevření železniční tratě se stanicí v roce 1892. Začátkem 21. století začala na území Zelayi vyrůstat satelitní městečka.

## Galerie

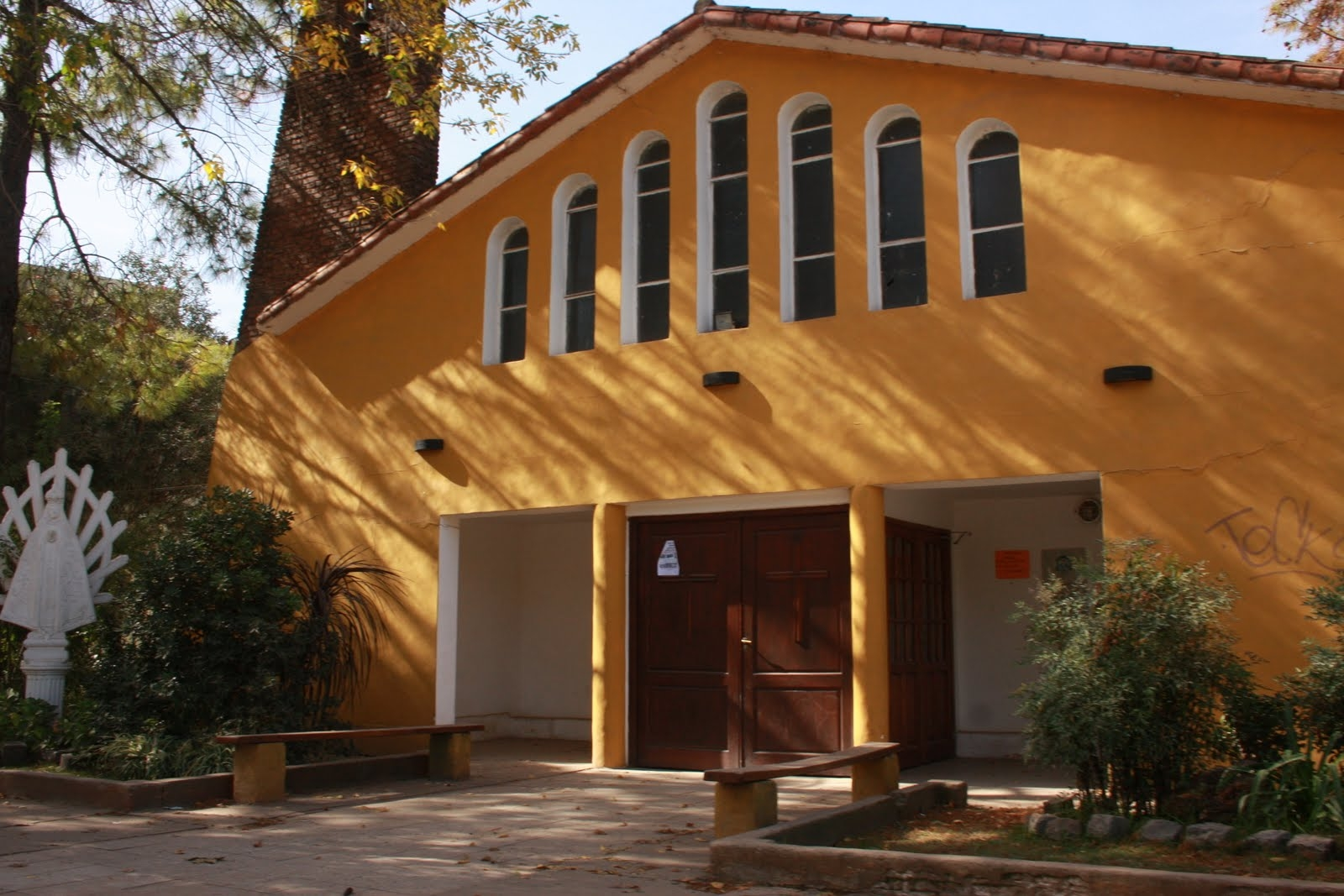
Farní kostel Panny Marie Lujánské a svatého Josefa ve vsi
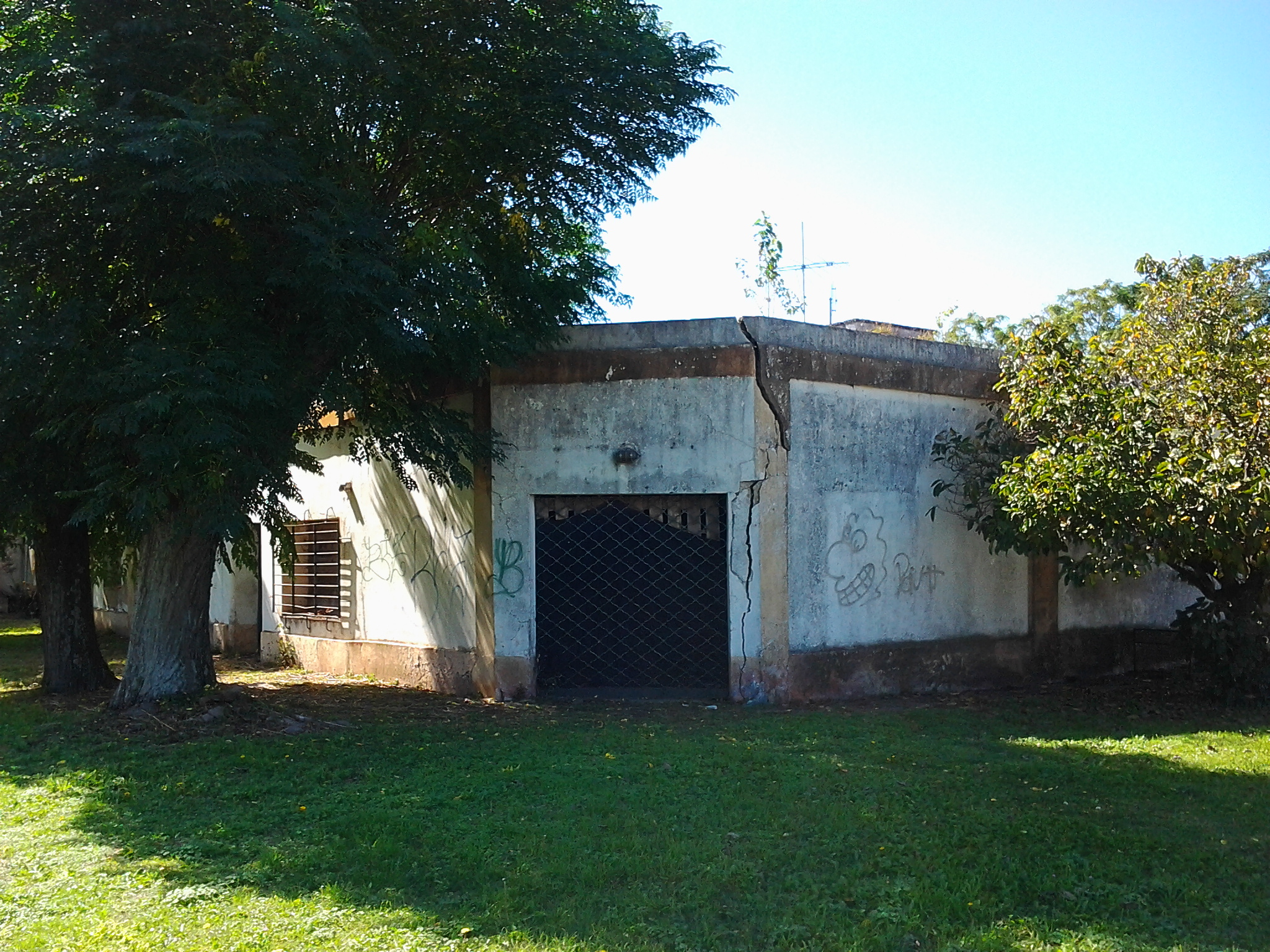
Historická budova skladiště
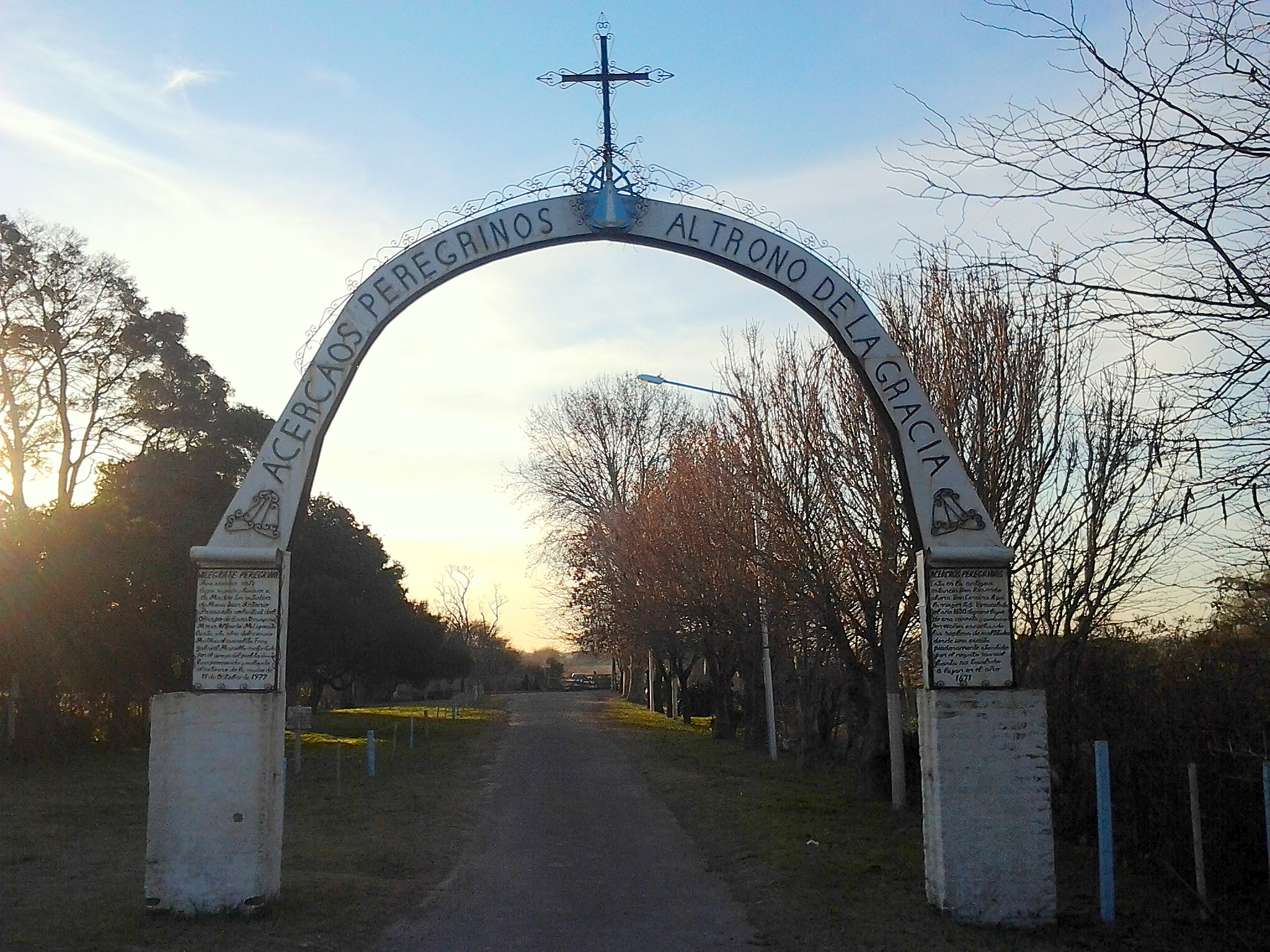
Slavnostní brána k oratoriu poblíž místa zázraku
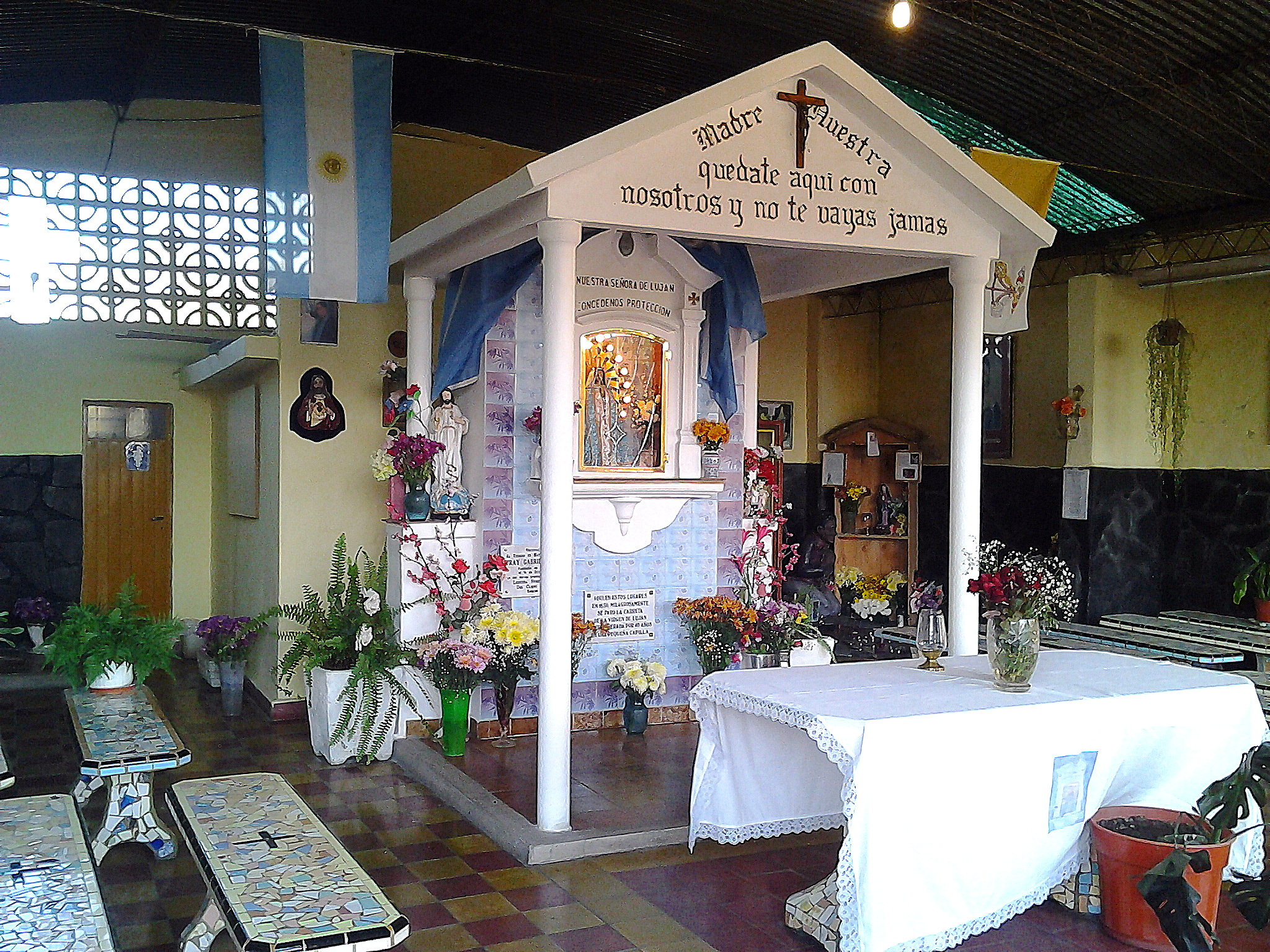
Interiér oratoria